# 巨勢久須比
巨勢 久須比（こせ の くすひ）は、飛鳥時代から奈良時代にかけての貴族。大臣・巨勢男人の玄孫で、巨勢粟持の子とする系図がある。官位は正五位下・右衛士督。

## 経歴
文武朝の大宝4年（704年）従五位下に叙爵する。この時に従五位下に昇った官人に穂積山守・大神狛麻呂・佐伯乗麻呂・采女枚夫・太安万侶・阿倍首名・田口益人・笠麻呂・石上豊庭・大伴道足・佐太老・漆部道麻呂・米多北助・多治比三宅麻呂・台八嶋らがいる。
従五位上に昇叙されたのち、元明朝の和銅元年（708年）右衛士督に任ぜられ、和銅5年（712年）穂積山守・大伴道足・佐太老とともに正五位下に昇叙されている。

## 官歴
『続日本紀』による。
- 時期不詳：正六位上
- 大宝4年（704年） 正月7日：従五位下
- 時期不詳：従五位上
- 和銅元年（708年） 3月13日：右衛士督
- 和銅5年（712年） 正月19日：正五位下